# Roman Avramenko
Roman Avramenko (né le 23 mars 1988 à Kirovske) est un athlète ukrainien spécialiste du lancer du javelot.

## Carrière
Il se distingue dès l'âge de quinze ans durant la saison 2003 en se classant cinquième des Championnats du monde jeunesse, compétition mettant aux prises les meilleurs athlètes internationaux de moins de dix-huit ans. Il obtient la médaille d'argent deux ans plus tard lors de l'édition 2005 disputée à Marrakech. En 2006, l'Ukrainien prend la troisième place des Championnats du monde juniors de Pékin en améliorant son record personnel en finale (71,64 m). Il termine deuxième des Championnats d'Europe juniors 2007 d'Hengelo, aux Pays-Bas.
Il termine 5e de la finale du lancer du javelot aux championnats du monde d'athlétisme 2013 à Moscou, mais il est contrôlé positif à la déhydrochlorométhyltestostérone, déclassé et suspendu provisoirement par l'IAAF. Le 30 juillet 2015, il est de nouveau contrôlé positif à ce même produit et est suspendu pendant 8 ans, jusqu'au 29 août 2023.

## Palmarès
| Année | Compétition                      | Lieu       | Place | Marque  |
| ----- | -------------------------------- | ---------- | ----- | ------- |
| 2003  | Championnats du monde jeunesse   | Sherbrooke | 5e    |         |
| 2005  | Championnats du monde jeunesse   | Marrakech  | 2e    |         |
| 2006  | Championnats du monde juniors    | Pékin      | 3e    | 76,01 m |
| 2007  | Championnats d'Europe junior     | Hengelo    | 2e    | 75,24 m |
| 2009  | Championnats d'Europe par équipe | Leiria     | 4e    | 75,25 m |
| 2011  | Universiade                      | Shenzhen   | 2e    | 81,42 m |
| 2013  | Championnats du monde            | Moscou     | DSQ   | 82,05 m |